# Marco Cairús
Marco Cairús Lucarelli (Montevidéu, 10 de maio de 1997) é um jogador de vôlei de praia uruguaio.

## Carreira
Ele é filho do ex-voleibolista Diego Cairús e irmão do também voleibolista Renzo Cairús.Em 2013, formava dupla com Mauricio Vieyto na primeira etapa do qualificatório para os Jogos Olímpicos de Verão da Juventude de 2014, esta etapa foi realizada em Assunção e conquistaram a medalha de bronze, estiveram juntos na etapa de Montevidéu e avançaram as semifinais e conquistaram o terceiro lugar, mesma colocação na etapa de Cochabamba, o vice-campeonato  em Vargas e o terceiro lugar em Lima, terminaram em primeiro do ranking, e qualificaram-se para os referidos jogos olímpicos da categoria.
Em 2014, no circuito uruguaio, conquistou o terceiro lugar na etapa de Punta del Este ao lado de Fabio Dalmás, no circuito sul-americano esteve com Mauricio Vieyto na etapa em Pocitos, Montevidéue finalizaram na nona posição, e com Michael González repetiram a mesma colocação em Medellín;e pela primeira vez disputou os Jogos Olímpicos de Verão da Juventude de 2014 em Nanquim e conquistaram a quinta posição
No circuito sul-americano de 2015, esteve com Hans Hannibal na etapa de Montevidéu e terminara na nona posição, mesma posição quando disputou a etapa de Cochabamba com Germán Varela. Em 2016, inicia com Mauricio Santiago no circuito sul-americano, na etapa de Coquimbo e terminou em décimo terceiro lugarem seguida com Mauricio Vieyto conquistam a quinta posição nas etapas sul-americanas em Ancón (distrito),
Cartagena das Índias, nas duas etapas em Buenos Aires e o nono lugar em Assunção, e ainda competiram no Campeonato Mundial Sub-21 de 2016 em Lucerna.
No circuito sul-americano de 2017,  atuou com Mauricio Vieyto na conquista do quarto lugar na etapa de Coquimboe em Lima, a quinta posição na etapa de Rosário (Argentina) e o quarto lugar no Finals CSV 2016-17 realizado em Maringá e terminaram na trigésima sétima colocação no Mundial de Viena 2017, e finalizando a temporada esteve com Jonathan Arriola no circuito espanhol e terminaram na vigésima nona posição na etapa de Tarragona.
Juntamente com Mauricio Vieyto, conquistou no circuito sul-americano de 2018, o quinto lugar em Nova Viçosa, o quarto lugar na etapa de Cañete, a quinta posição em Santa Cruz de Cabrália e o sétimo lugar no Finals CSV 2017-18 em Resistência (Chaco), e estrearam no circuito mundial, no torneio quatro estrelas em Itapema e finalizaram na vigésima quinta posição e na décima terceira posição no torneio uma estrela de Miguel Pereira.
Em 2019, com Mauricio Vieyto terminou em quarto lugar na etapa do circuito sul-americano de São Francisco do Sul, sendo vice-campeões na etapa de Coquimbo  pela Continental Cup e nesta mesma cidade conquistou o quinto lugar pelo circuito sul-americano assim como na etapa de Brasília e o nono lugar na etapa de Camaçari e , conquistaram ainda o título da etapa de Lima e a medalha de ouro na edição dos Jogos Sul-Americanos de Praia de 2019 em Rosário (Argentina), e nesta temporada, terminaram na trigésima terceira posição no torneio quatro estrelas em Itapema, pelo circuito mundial, e ainda repetiram esta colocação quando competiram na edição do Mundial de Hamburgo 2019 e o sexto lugar na edição dos Jogos Pan-Americanos de 2019 em Lima.
Em 2020, esteve com  Lucas Mocellini e obteve o segundo lugar na Continental Cup em Montevidéu e o quinto lugar na etapa sul-americana em Coquimbo.Juntos conquistaram no circuito uruguaio de 2021 um terceiro lugar e dois vice-campeonatos etapas em Pocitos, e o terceiro lugar na fase final da Continental Cup também em Santiago.
Ainda em 2021, retomou a parceria com Hans Hannibal no circuito mundial, no torneio quatro estrelas de Itapema, e juntos conquistaram bons resultados no circuito sul-americano 2021-22, como o quinto lugar em San Juan (Argentina), o título em Montevidéu, décimo terceiro em Viña del Mar, os bronzes em Mollendo e Cochabamba, e o quarto lugar no Finals CSV 2021-22 em Uberlândia.No ano de 2022, competiram no circuito mundial, no Future de Rodes alcançaram o nono lugar e o quinto no Future de Cervia, além do trigésimo sétimo lugar no Mundial de Roma 2022, o nono lugar nos Jogos Sul-Americanos de 2022 e o décimo terceiro lugar no  Elite 16 de Uberlândia.
Em 2023, ao lado de Hans Hannibal, conquistou no circuito sul-americano o quinto lugar em Malargüe e ainda terminou em nono de Santiago, posteriormente fez dupla com Esteban Bailón terminando em nono lugar no circuito sul-americana em Río Hondo, no Finals CSV 2022-23 em Uberlândia e também nos Jogos Sul-Americanos de Praia de 2023 em Santa Marta (Colômbia).

## Títulos e resultados
- Finals CSV de 2016-17